# روییدن در باد
روییدن در باد فیلمی به کارگردانی  و نویسندگی رهبر قنبری محصول سال ۱۳۹۰ است.

## خلاصه داستان
نوجوانی چهارده ساله به نام اصلان ناگزیر است که امتحان‌های پایان سال تحصیلی اش را در مسیر کوچ ایل با تمام دشواری‌هایش به انجام برساند و در عین حال مجبور است بین دو گزینه درس خواندن و چوپانی گوسفندان، یکی را انتخاب کند. او در این مسیر با مسائلی مواجه می‌شود...

## بازیگران
- گوهر خیراندیش
- امید زندگانی
- حسین عابدینی
- ذبیح افشار
- یلدا قشقایی
- بهروز الله وردی
- مهرداد میکائیل‌زاده
- ژیلا شاهی